# یوگنیا لامونووا
یوگنیا لامونووا (روسی: Евгения Алексеевна Ламонова؛ زادهٔ ۹ اوت ۱۹۸۳) شمشیرباز اهل روسیه است.